# Cristina Ónega
Cristina Ónega Salcedo (Madrid, 16 de septiembre de 1975) es una periodista española.

## Trayectoria
Hija del también periodista Fernando Ónega y de Marisol Salcedo, y hermana de Sonsoles Ónega, se licenció en Periodismo por la Universidad CEU San Pablo.
Inició su carrera periodística en la Agencia EFE, Onda Cero y la agencia Servimedia. En 1997 entró en el Área de Política Nacional del Canal 24 horas de Televisión Española. Un año después, se incorporó al Área de Nacional del Telediario en el ámbito de la información de Justicia y Tribunales. En 2005 recibió el premio Periodismo Jurídico del Colegio de la Abogacía de Madrid y el Premio APM al Periodista Joven del Año al periodista menor de 30 años, otorgado por la Asociación de la Prensa de Madrid.
En julio de 2012 es nombrada directora del Área de Nacional de los Informativos de Televisión Española en sustitución de Esteve Crespo. A pesar de haber conseguido el liderazgo de los informativos durante 2013, los informativos de TVE recibieron acusaciones de manipulación mediática, subjetividad y parcialidad por parte de la mayoría de grupos políticos, excepto el Partido Popular. Algunos medios de comunicación denunciaron las tensiones que los directivos de los Servicios Informativos de TVE tuvieron con la periodista para decantar la línea editorial del Telediario hacia los intereses del Gobierno español. En 2014 fue nombrada directora de la Oficina de Comunicación del Consejo General del Poder Judicial de España.
Desde el 6 de septiembre de 2018 es directora del Canal 24 horas de TVE en sustitución de Álvaro Zancajo.